# Luis Roca y Florejachs
Luis Roca y Florejachs (Lérida, 1830-Lérida, 1882) fue un escritor y médico español.

## Biografía
Nació el 22 de febrero de 1830 en Lérida. Médico y literato, sus numerosas producciones literarias, muchas de ellas premiadas en certámenes públicos, aparecieron en periódicos y revistas de Cataluña. Falleció el 2 de diciembre de 1882 en su ciudad natal.